# Perinoia sparsuta
Perinoia sparsuta är en insektsart som beskrevs av Jacobi 1921. Perinoia sparsuta ingår i släktet Perinoia och familjen spottstritar. Inga underarter finns listade i Catalogue of Life.